# 大宮鉱山
大宮鉱山（おおみやこうざん、別名:日高鉱山）は、埼玉県日高市の中部にあるマンガン鉱山である。

## 沿革
明治29年頃に埼玉県の新礼助が発見し、東京の小池政吉が開坑。その後数度の休山を経ながらいくつかの人物の手に鉱業権が渡り、昭和12年に日本鋼管が取得。二酸化マンガンや炭酸マンガンを産出した。
明治から大正時代は坑道により採掘。1945年(昭和20年)以降、露天掘りにより採掘。
操業終了年月は不明であるが、既に採掘は行われていない。現在は一部の遺構が残っている。

## 地質
秩父帯の付加体の中にあるチャート層(白亜紀古世、1億3000万年前)に含まれていた海底マンガン団塊が変成してできた変成マンガン鉱床で、関東山地付近一帯のマンガン鉱山と同様である。白亜紀新世(1億年前)に三波川変成作用によるパンペリー石アクチノ閃石相の広域変成を受けている。 チャートは、ペルム紀グアダループ世(2億7000万年前)かジュラ紀新世(1億4500万年前)のもの。

## 産出鉱物
- ブラウン鉱
- ばら輝石
- 菱マンガン鉱
- ハウスマン鉱
- 石英